# Hartmut Rohmeyer

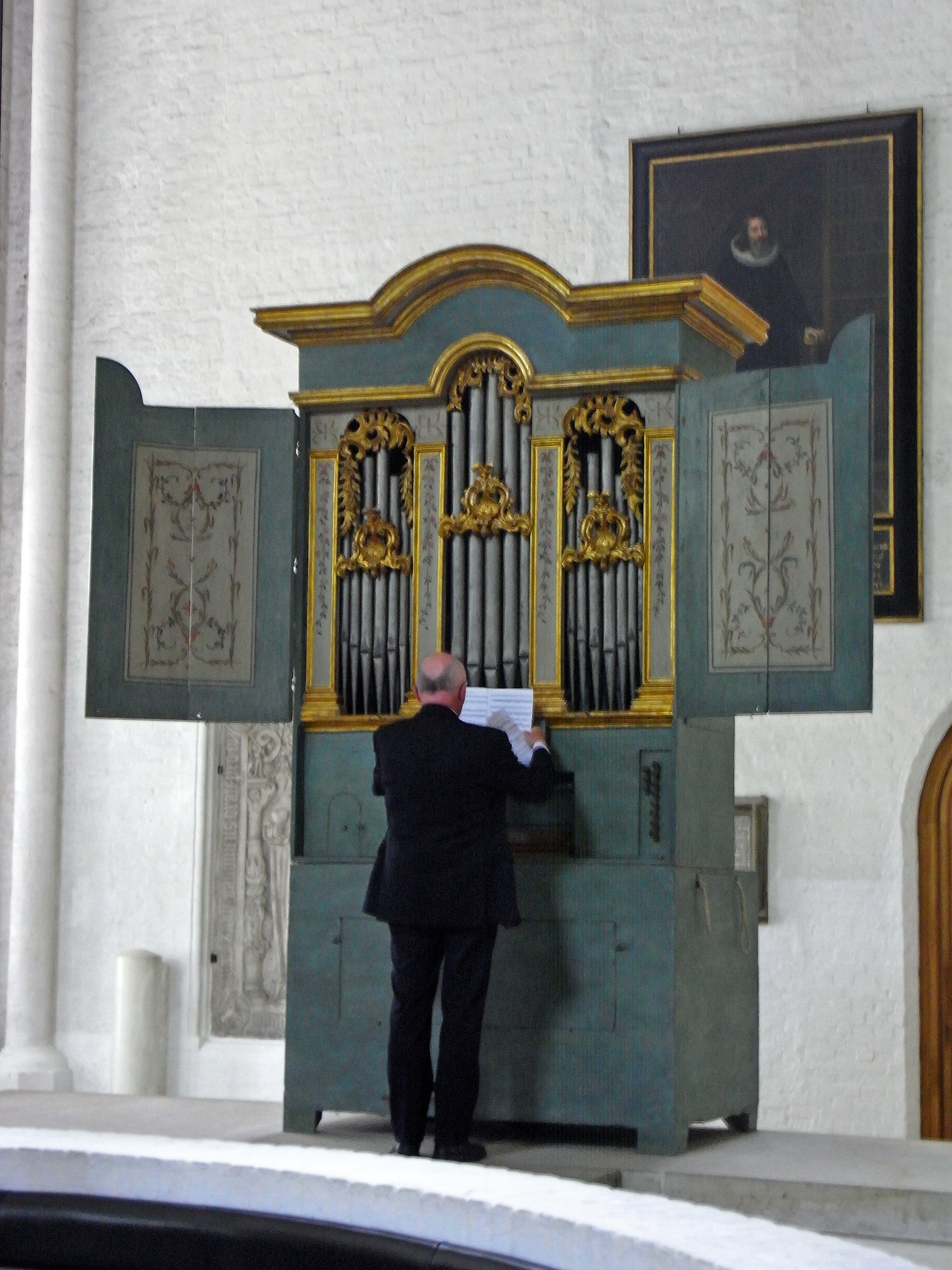
Hartmut Rohmeyer an der italienischen Barockorgel im Lübecker Dom

Hartmut Rohmeyer (* 1951 in Chemnitz) ist ein deutscher Kirchenmusiker. Von 1990 bis Februar 2018 war er Kantor und Organist am Lübecker Dom.

## Leben
Hartmut Rohmeyer wuchs in einer Pastorenfamilie im Erzgebirge auf. Er studierte Musik an der Hochschule für Musik Carl Maria von Weber Dresden und der Hochschule für Musik und Theater „Felix Mendelssohn Bartholdy“ Leipzig. Auf einer Konzertreise verließ er die DDR und setzte seine Studien an der Hochschule für Musik Freiburg und in Paris fort. 
1980 wurde er Dozent an der Hochschule für evangelische Kirchenmusik Bayreuth und Organist der dortigen Altstadtgemeinde. 1990 wurde er als Nachfolger von Uwe Röhl an den Lübecker Dom berufen, wo er als Kantor und Organist wirkte. Neben dem Domchor leitete er seit 1998 auch den 1928 von Bruno Grusnick gegründeten Lübecker Sing- und Spielkreis.  Rohmeyer ist Professor an der Musikhochschule Lübeck, wo er eine Orgelklasse unterrichtet.
Rohmeyer ist stellvertretender Vorsitzender der 2004 gegründeten Internationalen Dieterich-Buxtehude-Gesellschaft.
Im Februar 2018 wurde Rohmeyer in Lübeck verabschiedet. Er geht als Kirchenmusiker an die Erlöserkirche (Jerusalem).

## Preise und Ehrungen
- 1976: 3. Preis beim 5. Internationalen Johann-Sebastian-Bach-Wettbewerb Leipzig
- 1981: Johann-Pachelbel-Preis, Nürnberg
- 2000 Titel Kirchenmusikdirektor (KMD)